# Фёдоров, Василий Михайлович
Василий Михайлович Фёдоров (около 1778 — не ранее 1833) — русский драматург и поэт первой четверти XIX столетия.

## Биография
Из дворян Епифанского уезда Тульской губернии. В 1786 году поступил студентом в Коллегию иностранных дел, служил там же актуариусом (1795), переводчиком (1796), на различных должностях в секретной экспедиции, наконец секретарём в чине надворного советника (с 1809). Правитель хозяйственного департамента Министерства полиции (1811—1819), коллежский советник (1816). В ноябре-декабре 1819 года служил в Дирекции императорских театров, уволен по собственному прошению. Дальнейшее место службы неизвестно. В 1833 году подал просьбу о полном увольнении. Действительный член ВОЛРС (1816).
О Фёдорове упоминается в записках П. А. Каратыгина, Жихарёва и Греча, а также в «Летописи русского театра» Арапова. По характеру он был человек добрый, простой, но с претензией на остроумие, из-за чего однажды пострадал: будучи приглашён драматургом Н. И. Хмельницким в его дом на первое чтение в Петербурге комедии «Горе от ума» её автором, А. С. Грибоедовым, неудачно позволил себе сравнить ещё не прочитанную комедию со своей «Лизой», из-за чего Грибоедов начал с ним перепалку и в итоге заявил, что читать при Фёдорове не будет. Хмельницкий не смог успокоить автора, так что Фёдоров был вынужден покинуть собрание: 

Драматургу из-за своей несчастной драмы пришлось сыграть комическую роль, а комик чуть не разыграл драмы из-за своей комедии.— П. А. Каратыгин

## Публикации
Фёдоров написал довольно много произведений, однако все они давно забыты и сейчас имеют лишь небольшое историко-литературное значение.
Фёдорову принадлежат следующие драмы и комедии:
- «Русский солдат, или Хорошо быть добрым господином» (поставлена 1802, отдельное издание 1803)
- «Любовь и добродетель» (1803)
- «Лиза, или Последствия гордости и обольщения»; эта драма, подражание «Бедной Лизе» Карамзина, была представлена императрице Елизавете Алексеевне в придворном театре 2 декабря 1803 г. Отдельное издание вышло в 1804 году в Санкт-Петербурге. Современное издание: Друг несчастных, или Пробуждение сердца. Драматургия русского сентиментализма. М., 2005
- «Клевета и невинность» (1805)
- «Благодетельный расточитель» (1807)
- «Не бывать фате» (1807)
- «Прасковья Борисовна Правдухина» (1813)
- «Правда глаза колет» (1821)
- «Удачный обман» (1824)

Также Фёдоров является автором «Оды на победы россиян над французами» и стихотворений «На случай вторгнувшегося неприятеля в российские пределы». К его переводам относятся «Басни Эзопа, с нравоучениями в стихах и с присовокуплением ко всякой басни фигур».